# Шинер, Ларри
Ларри Э. Шинер — американский философ, заслуженный профессор философии в Университете Иллинойса, Спрингфилд. Известен своими работами по философии искусства и эстетике, в том числе книгами «Изобретение искусства: история культуры» и «Художественные ароматы: исследование эстетики обоняния и обонятельного искусства», а также более ранними работами «Секуляризация истории» и «Тайное зеркало».

## Биография
Ларри Шинер родился в семье школьных учителей, которые с детства поддерживали широту интересов сына: «Моя мама поделилась её любовью к классической музыке, литературе и живописи, а отец поделился его глубоким интересом к истории и политике». Образование начал в Оберлинском колледже, но в середине третьего курса перевелся в Северо-Западный университет. С юности сохранял стремление к религии, и несмотря на сомнения и стойкий интерес к философии и истории (в особенности истории идей), после окончания учебы поступил в семинарию при кампусе Северо-Западного университета. Однако вскоре перевелся в Университет Дрю, где решил стать преподавателем колледжа. Там же более подробно начал изучать Кьеркегора, читать Хайдеггера и «Начала математики» Уайтхеда и Рассела, что, по словам Шинера, в дальнейшем «привело его к Гадамеру и Витгенштейну». Степень доктора философии получил во Франции, в Страсбургском университете, где написал диссертацию по теологии Фридриха Гогартена под руководством этика Роджера Меля и историка раннего христианства Этьена Трокме.
С 1962 по 1971 год преподавал на кафедре религии в Корнеллском колледже (штат Айова). Параллельно вел работу над своей первой книгой, на основании  диссертации по Гогартену, а также задумал вторую книгу о философии истории с феноменологической точки зрения. В 1967-1968 году во Франции работал с неопубликованными рукописями Гуссерля, читал Мерло-Понти, посещал лекции Поля Рикёра, стремясь вернуться к истокам феноменологического движения, а также увлекся структурализмом (работами Леви-Стросса и Ролана Барта). До 1980-го года преимущественно работал в области критической философии истории и философии религии.
Сам Шинер подчеркивает присущее его работам стремление к междисциплинарности, а также что со временем изначально избранный им феноменологический подход постепенно сменился более аналитическим уклоном с примесью прагматизма .С 1971 года преподает в Университете Иллинойса в Спрингфилде (бывш. 1967-1995 г.  Университет штата Сангамон). Параллельно, с 1986 по 1999 год — редактор в журнале «The Psychohistory Review». В 1980-1990-х годах активно участвует в обсуждении определения искусства (отмечает влияние идей Артура Данто, Джорджа Дики, Джерролда Левинсона и Ноэля Кэрролла). В это же время начал разрабатывать свою критическую концепцию «изящных искусств», которую впоследствии отразил в книге «Изобретение искусства: история культуры».
Участвует в создании онлайн-журнала «Contemporary Aesthetics», в связи с чем отмечает влияние исследований Юрико Сайто в области эстетики повседневности и Айвена Гаскелла, изучающего материальную культуру.
С 2007 по 2018 годы пишет ряд эссе об архитектуре художественных музеев, в которых придерживается критической точки зрения к проектам, мешающим восприятию расположенных в них произведений искусства. Он подчеркивает, что архитектура является одновременно многофункциональной и мультисенсорной. Соответственно важно воспринимать её не только с точки зрения визуальной эстетики, но и задействовать все способы восприятия (аудиальный, осязательный, обонятельный и т.д.), а также помнить о функциональном аспекте архитектурных сооружений.
В последние годы работает над исследованием эстетики запаха в различных областях (скульптуры, инсталляции, кино, театр, музыка, дизайн, архитектура и т.д.).

## Основные идеи
Ранняя работа, книга «Тайное зеркало: литературная форма и история в воспоминаниях Токвиля», задумывалась Ларри Шинером как проект о феноменологическом подходе к природе исторической реальности и о том, как исторические события и опыт трансформируются в письменное повествование и анализ. Книга затрагивает темы историчности человеческого существования, природы исторического времени и исторического пространства. Сам Шинер отмечает влияние на свою работу  анализа повествований Хейдена Уайта и писателей, находившихся под влиянием структуралистов (так, для интерпретации набора бинарных оппозиций у Токвиля, Шинер использует структуралистское понятия кодов Ролана Барта).
Одной из центральных идей Шинера в области эстетики является переосмысление соотношения категорий «примитивного искусства», «ремесла», «декоративного искусства» и «изящных искусств». Развивает идею Пауля Оскара Кристеллера, суть которой заключается в критике восприятия «изящных искусств» как универсальной и общечеловеческой категории, тогда как в действительности понятие «изящные искусства» формируется лишь к XVIII веку в европейском мире . Однако в отличие от Кристеллера, сосредоточенного на истории идей, особое внимание в теории Шинера уделяется экономическим и социальным факторам (включая гендерные и расовые). Шинер  подробнее рассматривает трансформацию понятия и роли «художника», а также влияние рыночной экономики.
В своих исследованиях эстетики запахов и архитектуры художественных музеев придерживается принципа междисциплинарности. Ларри Шинер подчеркивает необходимость современной философии обращаться к иным направлениям: «Я согласен с Домиником Лопесом, чьи недавние работы о концепции искусства и эстетики сильно повлияли на мои размышления в «Художественных ароматах», что отныне все больше и больше проблем в философии будут требовать от философов вступать в диалог с соответствующими эмпирическими дисциплинами».
В книге Шинера запахи и человеческое обоняние выделяются как отдельная категория эстетического опыта . Книга разделена на 4 раздела. В первых двух частях  Шинер стремится обозначить и опровергнуть ранее существовавшие традиции восприятия обоняния – философскую (от Гегеля и Канта до Скрунта и Даттона) и биолого-социальную (Дарвин, Фрейд). Обе традиции преуменьшают роль обоняния. Первая, заостряет внимание на субъективности восприятия запахов, отрицая возможность ароматов стать источником истинных эстетических переживаний. Вторая, биолого-социальная, рассматривает нюх как своего рода рудимент от дочеловеческого предка. Для опровержения этого Шинер привлекает широкий спектр данных из биологии, нейронауки, психологии обоняния, а также антропологии, истории, лингвистики и литературы. В третьей и четвертой частях Шинер исследует произведения искусства, в которых задействован обонятельный аспект и эстетические проблемы, которые они поднимают. Он стремится не ограничивать избранные случаи географией Запада, активно включая примеры характерные для Индии, Китая, Японии и исламского мира (например, японское искусство благовоний Кодо).

## Основные работы
На данный момент работы Ларри Шинера не переведены на русский язык.

### Книги
- Art Scents: Exploring the Aesthetics of Smell (Oxford: Oxford University Press, 2020)
- The Invention of Art: A Cultural History (Chicago: University of Chicago Press, 2001)
- The Secret Mirror: Literary Form and History in Tocqueville’s Recollections (Ithaca: Cornell University Press, 1988)
- The Secularization of History: Introduction to the Theology of Friedrich Gogarten (Nashville: Abingdon Press, 1967)